# Henning Friedrich Bassewitz
Henning Friedrich Bassewitz (ur. 17 listopada 1680 w Dalwitz, zm. 1 stycznia 1749 w Prebberede) był niemieckim (gotajskim) dyplomatą.
Robił karierę jako urzędnik państwowy Księstwa Holstein-Gottorp. 
W okresie od kwietnia do czerwca 1713 roku reprezentował Księstwo w Berlinie.